# Giulia (figlia di Tito)
Giulia Flavia Augusta (in latino Iulia Flavia Augusta, nota anche come Giulia Titi, in latino Iulia Titi; Roma, 63 – Roma, 90) è stata una nobildonna romana, figlia dell'imperatore Tito. Dopo la morte, fu deificata da suo zio Domiziano.

## Biografia
Giulia Flavia, soprannominata Giulia Titi, nacque nel 63 da Tito, figlio dell'imperatore Vespasiano, e dalla sua prima moglie Arrecina Tertulla, che morì nello stesso anno. 
Dal momento che anche il secondo matrimonio del padre con Furnilla finì rapidamente nel 65, Giulia venne affidata alla nonna paterna, Domitilla maggiore, e alla serva Fillide, che aveva fatto da balia anche a suo padre e a suo zio Domiziano.  
Nel 70, suo nonno Vespasiano cercò di prometterla in sposa a suo zio Domiziano, che la rifiutò per sposare invece Domizia Longina. Giulia sposò invece un cugino di suo padre, Tito Flavio Sabino, il cui fratello Tito Flavio Clemente sposò anche lui una nipote di Vespasiano, Flavia Petilia Domitilla. Rimase vedova dopo pochi anni, quando Domiziano giustiziò suo marito con un futile pretesto. 
Dopo la vedovanza, visse a palazzo con Domiziano, che nell'81 era divenuto imperatore. Voci insistenti dell'epoca sostenevano che in quel periodo Domiziano e Giulia iniziarono una relazione che fu il motivo per cui, nell'83, Domiziano esiliò la moglie, salvo richiamarla entro un anno a causa della pressione pubblica. I due continuarono comunque la loro relazione e, secondo le fonti, Giulia rimase incinta diverse volte, abortendo però ogni volta per volere di Domiziano, fino al 90, quando l'ennesima interruzione di gravidanza le fu fatale.  
Subito dopo la morte, Domiziano la deificò e Marziale le dedicò un epigramma in cui la defunta Giulia augurava a Domiziano un figlio legittimo da chiamare Giulio in suo onore. 
Attualmente, la critica storica moderna è in generale scettica sulla relazione fra Domiziano e Giulia e ritiene che Giulia sia piuttosto morta di cause naturali. 
Quando Domiziano morì in disgrazia nel 96, Fillide mescolò le sue ceneri con quelle di Giulia per evitare che fossero disperse dai suoi nemici.

## Albero genealogico
La cosiddetta dinastia dei nerva-antonini o degli imperatori adottivi inizia con Nerva nel 96 per concludersi con Commodo nel 192; mentre in linea diretta la discendenza arriva, dopo la dinastia dei Severi, fino a Gordiano III nel 244.
- (1) = 1° coniuge
- (2) = 2° coniuge (non mostrato)
- (3) = 3° coniuge
- Il colore viola indica l'imperatore romano della dinastia dei nerva-antonini; il rosa scuro indica l'erede imperiale designato, ma che non arrivò mai al trono.
- Le linee tratteggiate larghe indicano l'adozione; le linee tratteggiate strette indicano relazioni amorose fuori dal matrimonio.

|                                  |                                  |                                  |                                  |                                  |                                  |                         |                         |                               |                               |                               |                               |                               |                               |                               |                               |                               |                               |                               |                               |                               |                               |                               |                               |                               |                               |                             |                             |                             |                             |                          |                          |                                |                                |                                |                                |                                |                                |                   |                   |                               |                               |                               |                               |                               |                               |                             |                             |                               |                               |                               |                               |                               |                               |                          |                          |                           |                           |                                 |                                 |                                 |                                 |                                 |                                 |                       |                       |                            |                            |                            |                            |                             |                             |                             |                             |                             |                             |                            |                            |                            |                            |                     |                     |  |  |  |  |
|                                  |                                  |                                  |                                  |                                  |                                  |                         |                         |                               |                               |                               |                               |                               |                               |                               |                               |                               |                               |                               |                               |                               |                               |                               |                               |                               |                               |                             |                             |                             |                             |                          |                          |                                |                                |                                |                                |                                |                                |                   |                   |                               |                               |                               |                               |                               |                               |                             |                             |                               |                               |                               |                               |                               |                               |                          |                          |                           |                           |                                 |                                 |                                 |                                 |                                 |                                 |                       |                       |                            |                            |                            |                            |                             |                             |                             |                             |                             |                             |                            |                            |                            |                            |                     |                     |  |  |  |  |
| Quinto Marcio Barea Sorano       | Quinto Marcio Barea Sorano       | Quinto Marcio Barea Sorano       | Quinto Marcio Barea Sorano       | Quinto Marcio Barea Sorano       | Quinto Marcio Barea Sorano       |                         |                         | Quinto Marcio Barea Sura      | Quinto Marcio Barea Sura      | Quinto Marcio Barea Sura      | Quinto Marcio Barea Sura      | Quinto Marcio Barea Sura      | Quinto Marcio Barea Sura      |                               |                               | Antonia Furnilla              | Antonia Furnilla              | Antonia Furnilla              | Antonia Furnilla              | Antonia Furnilla              | Antonia Furnilla              |                               |                               |                               |                               |                             |                             |                             |                             |                          |                          | Marco Cocceio Nerva (giurista) | Marco Cocceio Nerva (giurista) | Marco Cocceio Nerva (giurista) | Marco Cocceio Nerva (giurista) | Marco Cocceio Nerva (giurista) | Marco Cocceio Nerva (giurista) |                   |                   | Sergia Plautilla              | Sergia Plautilla              | Sergia Plautilla              | Sergia Plautilla              | Sergia Plautilla              | Sergia Plautilla              |                             |                             |                               |                               |                               |                               |                               |                               |                          |                          |                           |                           |                                 |                                 | P. Aelius Hadrianus             | P. Aelius Hadrianus             | P. Aelius Hadrianus             | P. Aelius Hadrianus             | P. Aelius Hadrianus   | P. Aelius Hadrianus   |                            |                            |                            |                            |                             |                             |                             |                             |                             |                             |                            |                            |                            |                            |                     |                     |  |  |  |  |
| Quinto Marcio Barea Sorano       | Quinto Marcio Barea Sorano       | Quinto Marcio Barea Sorano       | Quinto Marcio Barea Sorano       | Quinto Marcio Barea Sorano       | Quinto Marcio Barea Sorano       |                         |                         | Quinto Marcio Barea Sura      | Quinto Marcio Barea Sura      | Quinto Marcio Barea Sura      | Quinto Marcio Barea Sura      | Quinto Marcio Barea Sura      | Quinto Marcio Barea Sura      |                               |                               | Antonia Furnilla              | Antonia Furnilla              | Antonia Furnilla              | Antonia Furnilla              | Antonia Furnilla              | Antonia Furnilla              |                               |                               |                               |                               |                             |                             |                             |                             |                          |                          | Marco Cocceio Nerva (giurista) | Marco Cocceio Nerva (giurista) | Marco Cocceio Nerva (giurista) | Marco Cocceio Nerva (giurista) | Marco Cocceio Nerva (giurista) | Marco Cocceio Nerva (giurista) |                   |                   | Sergia Plautilla              | Sergia Plautilla              | Sergia Plautilla              | Sergia Plautilla              | Sergia Plautilla              | Sergia Plautilla              |                             |                             |                               |                               |                               |                               |                               |                               |                          |                          |                           |                           |                                 |                                 | P. Aelius Hadrianus             | P. Aelius Hadrianus             | P. Aelius Hadrianus             | P. Aelius Hadrianus             | P. Aelius Hadrianus   | P. Aelius Hadrianus   |                            |                            |                            |                            |                             |                             |                             |                             |                             |                             |                            |                            |                            |                            |                     |                     |  |  |  |  |
|                                  |                                  |                                  |                                  |                                  |                                  |                         |                         |                               |                               |                               |                               |                               |                               |                               |                               |                               |                               |                               |                               |                               |                               |                               |                               |                               |                               |                             |                             |                             |                             |                          |                          |                                |                                |                                |                                |                                |                                |                   |                   |                               |                               |                               |                               |                               |                               |                             |                             |                               |                               |                               |                               |                               |                               |                          |                          |                           |                           |                                 |                                 |                                 |                                 |                                 |                                 |                       |                       |                            |                            |                            |                            |                             |                             |                             |                             |                             |                             |                            |                            |                            |                            |                     |                     |  |  |  |  |
|                                  |                                  |                                  |                                  |                                  |                                  |                         |                         |                               |                               |                               |                               |                               |                               |                               |                               |                               |                               |                               |                               |                               |                               |                               |                               |                               |                               |                             |                             |                             |                             |                          |                          |                                |                                |                                |                                |                                |                                |                   |                   |                               |                               |                               |                               |                               |                               |                             |                             |                               |                               |                               |                               |                               |                               |                          |                          |                           |                           |                                 |                                 |                                 |                                 |                                 |                                 |                       |                       |                            |                            |                            |                            |                             |                             |                             |                             |                             |                             |                            |                            |                            |                            |                     |                     |  |  |  |  |
| Tito (r. 79-81)                  | Tito (r. 79-81)                  | Tito (r. 79-81)                  | Tito (r. 79-81)                  | Tito (r. 79-81)                  | Tito (r. 79-81)                  |                         |                         | Marcia Furnilla               | Marcia Furnilla               | Marcia Furnilla               | Marcia Furnilla               | Marcia Furnilla               | Marcia Furnilla               |                               |                               | Marcia (madre di Traiano)     | Marcia (madre di Traiano)     | Marcia (madre di Traiano)     | Marcia (madre di Traiano)     | Marcia (madre di Traiano)     | Marcia (madre di Traiano)     |                               |                               | Marco Ulpio Traiano (padre)   | Marco Ulpio Traiano (padre)   | Marco Ulpio Traiano (padre) | Marco Ulpio Traiano (padre) | Marco Ulpio Traiano (padre) | Marco Ulpio Traiano (padre) |                          |                          |                                |                                |                                |                                | Nerva (r. 96–98)               | Nerva (r. 96–98)               | Nerva (r. 96–98)  | Nerva (r. 96–98)  | Nerva (r. 96–98)              | Nerva (r. 96–98)              |                               |                               |                               |                               |                             |                             | Ulpia (nonna di Adriano)      | Ulpia (nonna di Adriano)      | Ulpia (nonna di Adriano)      | Ulpia (nonna di Adriano)      | Ulpia (nonna di Adriano)      | Ulpia (nonna di Adriano)      |                          |                          | Elio Adriano Marullino    | Elio Adriano Marullino    | Elio Adriano Marullino          | Elio Adriano Marullino          | Elio Adriano Marullino          | Elio Adriano Marullino          |                                 |                                 |                       |                       |                            |                            |                            |                            |                             |                             |                             |                             |                             |                             |                            |                            |                            |                            |                     |                     |  |  |  |  |
| Tito (r. 79-81)                  | Tito (r. 79-81)                  | Tito (r. 79-81)                  | Tito (r. 79-81)                  | Tito (r. 79-81)                  | Tito (r. 79-81)                  |                         |                         | Marcia Furnilla               | Marcia Furnilla               | Marcia Furnilla               | Marcia Furnilla               | Marcia Furnilla               | Marcia Furnilla               |                               |                               | Marcia (madre di Traiano)     | Marcia (madre di Traiano)     | Marcia (madre di Traiano)     | Marcia (madre di Traiano)     | Marcia (madre di Traiano)     | Marcia (madre di Traiano)     |                               |                               | Marco Ulpio Traiano (padre)   | Marco Ulpio Traiano (padre)   | Marco Ulpio Traiano (padre) | Marco Ulpio Traiano (padre) | Marco Ulpio Traiano (padre) | Marco Ulpio Traiano (padre) |                          |                          |                                |                                |                                |                                | Nerva (r. 96–98)               | Nerva (r. 96–98)               | Nerva (r. 96–98)  | Nerva (r. 96–98)  | Nerva (r. 96–98)              | Nerva (r. 96–98)              |                               |                               |                               |                               |                             |                             | Ulpia (nonna di Adriano)      | Ulpia (nonna di Adriano)      | Ulpia (nonna di Adriano)      | Ulpia (nonna di Adriano)      | Ulpia (nonna di Adriano)      | Ulpia (nonna di Adriano)      |                          |                          | Elio Adriano Marullino    | Elio Adriano Marullino    | Elio Adriano Marullino          | Elio Adriano Marullino          | Elio Adriano Marullino          | Elio Adriano Marullino          |                                 |                                 |                       |                       |                            |                            |                            |                            |                             |                             |                             |                             |                             |                             |                            |                            |                            |                            |                     |                     |  |  |  |  |
|                                  |                                  |                                  |                                  |                                  |                                  |                         |                         |                               |                               |                               |                               |                               |                               |                               |                               |                               |                               |                               |                               |                               |                               |                               |                               |                               |                               |                             |                             |                             |                             |                          |                          |                                |                                |                                |                                |                                |                                |                   |                   |                               |                               |                               |                               |                               |                               |                             |                             |                               |                               |                               |                               |                               |                               |                          |                          |                           |                           |                                 |                                 |                                 |                                 |                                 |                                 |                       |                       |                            |                            |                            |                            |                             |                             |                             |                             |                             |                             |                            |                            |                            |                            |                     |                     |  |  |  |  |
|                                  |                                  |                                  |                                  |                                  |                                  |                         |                         |                               |                               |                               |                               |                               |                               |                               |                               |                               |                               |                               |                               |                               |                               |                               |                               |                               |                               |                             |                             |                             |                             |                          |                          |                                |                                |                                |                                |                                |                                |                   |                   |                               |                               |                               |                               |                               |                               |                             |                             |                               |                               |                               |                               |                               |                               |                          |                          |                           |                           |                                 |                                 |                                 |                                 |                                 |                                 |                       |                       |                            |                            |                            |                            |                             |                             |                             |                             |                             |                             |                            |                            |                            |                            |                     |                     |  |  |  |  |
|                                  |                                  |                                  |                                  | Giulia (figlia di Tito)          | Giulia (figlia di Tito)          | Giulia (figlia di Tito) | Giulia (figlia di Tito) | Giulia (figlia di Tito)       | Giulia (figlia di Tito)       |                               |                               | Ulpia Marciana                | Ulpia Marciana                | Ulpia Marciana                | Ulpia Marciana                | Ulpia Marciana                | Ulpia Marciana                |                               |                               | Gaio Salonio Matidio Patruino | Gaio Salonio Matidio Patruino | Gaio Salonio Matidio Patruino | Gaio Salonio Matidio Patruino | Gaio Salonio Matidio Patruino | Gaio Salonio Matidio Patruino |                             |                             | Traiano (r. 98–117)         | Traiano (r. 98–117)         | Traiano (r. 98–117)      | Traiano (r. 98–117)      | Traiano (r. 98–117)            | Traiano (r. 98–117)            |                                |                                | Plotina                        | Plotina                        | Plotina           | Plotina           | Plotina                       | Plotina                       |                               |                               | Publio Acilio Attiano         | Publio Acilio Attiano         | Publio Acilio Attiano       | Publio Acilio Attiano       | Publio Acilio Attiano         | Publio Acilio Attiano         |                               |                               | Publio Elio Adriano Afro      | Publio Elio Adriano Afro      | Publio Elio Adriano Afro | Publio Elio Adriano Afro | Publio Elio Adriano Afro  | Publio Elio Adriano Afro  |                                 |                                 | Domizia Paolina                 | Domizia Paolina                 | Domizia Paolina                 | Domizia Paolina                 | Domizia Paolina       | Domizia Paolina       |                            |                            |                            |                            |                             |                             |                             |                             | Lucio Giulio Urso Serviano  | Lucio Giulio Urso Serviano  | Lucio Giulio Urso Serviano | Lucio Giulio Urso Serviano | Lucio Giulio Urso Serviano | Lucio Giulio Urso Serviano |                     |                     |  |  |  |  |
|                                  |                                  |                                  |                                  | Giulia (figlia di Tito)          | Giulia (figlia di Tito)          | Giulia (figlia di Tito) | Giulia (figlia di Tito) | Giulia (figlia di Tito)       | Giulia (figlia di Tito)       |                               |                               | Ulpia Marciana                | Ulpia Marciana                | Ulpia Marciana                | Ulpia Marciana                | Ulpia Marciana                | Ulpia Marciana                |                               |                               | Gaio Salonio Matidio Patruino | Gaio Salonio Matidio Patruino | Gaio Salonio Matidio Patruino | Gaio Salonio Matidio Patruino | Gaio Salonio Matidio Patruino | Gaio Salonio Matidio Patruino |                             |                             | Traiano (r. 98–117)         | Traiano (r. 98–117)         | Traiano (r. 98–117)      | Traiano (r. 98–117)      | Traiano (r. 98–117)            | Traiano (r. 98–117)            |                                |                                | Plotina                        | Plotina                        | Plotina           | Plotina           | Plotina                       | Plotina                       |                               |                               | Publio Acilio Attiano         | Publio Acilio Attiano         | Publio Acilio Attiano       | Publio Acilio Attiano       | Publio Acilio Attiano         | Publio Acilio Attiano         |                               |                               | Publio Elio Adriano Afro      | Publio Elio Adriano Afro      | Publio Elio Adriano Afro | Publio Elio Adriano Afro | Publio Elio Adriano Afro  | Publio Elio Adriano Afro  |                                 |                                 | Domizia Paolina                 | Domizia Paolina                 | Domizia Paolina                 | Domizia Paolina                 | Domizia Paolina       | Domizia Paolina       |                            |                            |                            |                            |                             |                             |                             |                             | Lucio Giulio Urso Serviano  | Lucio Giulio Urso Serviano  | Lucio Giulio Urso Serviano | Lucio Giulio Urso Serviano | Lucio Giulio Urso Serviano | Lucio Giulio Urso Serviano |                     |                     |  |  |  |  |
|                                  |                                  |                                  |                                  |                                  |                                  |                         |                         |                               |                               |                               |                               |                               |                               |                               |                               |                               |                               |                               |                               |                               |                               |                               |                               |                               |                               |                             |                             |                             |                             |                          |                          |                                |                                |                                |                                |                                |                                |                   |                   |                               |                               |                               |                               |                               |                               |                             |                             |                               |                               |                               |                               |                               |                               |                          |                          |                           |                           |                                 |                                 |                                 |                                 |                                 |                                 |                       |                       |                            |                            |                            |                            |                             |                             |                             |                             |                             |                             |                            |                            |                            |                            |                     |                     |  |  |  |  |
|                                  |                                  |                                  |                                  |                                  |                                  |                         |                         |                               |                               |                               |                               |                               |                               |                               |                               |                               |                               |                               |                               |                               |                               |                               |                               |                               |                               |                             |                             |                             |                             |                          |                          |                                |                                |                                |                                |                                |                                |                   |                   |                               |                               |                               |                               |                               |                               |                             |                             |                               |                               |                               |                               |                               |                               |                          |                          |                           |                           |                                 |                                 |                                 |                                 |                                 |                                 |                       |                       |                            |                            |                            |                            |                             |                             |                             |                             |                             |                             |                            |                            |                            |                            |                     |                     |  |  |  |  |
| Lucio Mindio (2)                 | Lucio Mindio (2)                 | Lucio Mindio (2)                 | Lucio Mindio (2)                 | Lucio Mindio (2)                 | Lucio Mindio (2)                 |                         |                         | Libo Rupilio Frugi (3)        | Libo Rupilio Frugi (3)        | Libo Rupilio Frugi (3)        | Libo Rupilio Frugi (3)        | Libo Rupilio Frugi (3)        | Libo Rupilio Frugi (3)        |                               |                               | Salonina Matidia              | Salonina Matidia              | Salonina Matidia              | Salonina Matidia              | Salonina Matidia              | Salonina Matidia              |                               |                               | Lucio Vibio Sabino (1)        | Lucio Vibio Sabino (1)        | Lucio Vibio Sabino (1)      | Lucio Vibio Sabino (1)      | Lucio Vibio Sabino (1)      | Lucio Vibio Sabino (1)      |                          |                          |                                |                                |                                |                                |                                |                                | Antinoo           | Antinoo           | Antinoo                       | Antinoo                       | Antinoo                       | Antinoo                       |                               |                               | Adriano (r. 117–138)        | Adriano (r. 117–138)        | Adriano (r. 117–138)          | Adriano (r. 117–138)          | Adriano (r. 117–138)          | Adriano (r. 117–138)          |                               |                               |                          |                          |                           |                           |                                 |                                 |                                 |                                 |                                 |                                 | Elia Domizia Paulina  | Elia Domizia Paulina  | Elia Domizia Paulina       | Elia Domizia Paulina       | Elia Domizia Paulina       | Elia Domizia Paulina       |                             |                             |                             |                             |                             |                             |                            |                            |                            |                            |                     |                     |  |  |  |  |
| Lucio Mindio (2)                 | Lucio Mindio (2)                 | Lucio Mindio (2)                 | Lucio Mindio (2)                 | Lucio Mindio (2)                 | Lucio Mindio (2)                 |                         |                         | Libo Rupilio Frugi (3)        | Libo Rupilio Frugi (3)        | Libo Rupilio Frugi (3)        | Libo Rupilio Frugi (3)        | Libo Rupilio Frugi (3)        | Libo Rupilio Frugi (3)        |                               |                               | Salonina Matidia              | Salonina Matidia              | Salonina Matidia              | Salonina Matidia              | Salonina Matidia              | Salonina Matidia              |                               |                               | Lucio Vibio Sabino (1)        | Lucio Vibio Sabino (1)        | Lucio Vibio Sabino (1)      | Lucio Vibio Sabino (1)      | Lucio Vibio Sabino (1)      | Lucio Vibio Sabino (1)      |                          |                          |                                |                                |                                |                                |                                |                                | Antinoo           | Antinoo           | Antinoo                       | Antinoo                       | Antinoo                       | Antinoo                       |                               |                               | Adriano (r. 117–138)        | Adriano (r. 117–138)        | Adriano (r. 117–138)          | Adriano (r. 117–138)          | Adriano (r. 117–138)          | Adriano (r. 117–138)          |                               |                               |                          |                          |                           |                           |                                 |                                 |                                 |                                 |                                 |                                 | Elia Domizia Paulina  | Elia Domizia Paulina  | Elia Domizia Paulina       | Elia Domizia Paulina       | Elia Domizia Paulina       | Elia Domizia Paulina       |                             |                             |                             |                             |                             |                             |                            |                            |                            |                            |                     |                     |  |  |  |  |
|                                  |                                  |                                  |                                  |                                  |                                  |                         |                         |                               |                               |                               |                               |                               |                               |                               |                               |                               |                               |                               |                               |                               |                               |                               |                               |                               |                               |                             |                             |                             |                             |                          |                          |                                |                                |                                |                                |                                |                                |                   |                   |                               |                               |                               |                               |                               |                               |                             |                             |                               |                               |                               |                               |                               |                               |                          |                          |                           |                           |                                 |                                 |                                 |                                 |                                 |                                 |                       |                       |                            |                            |                            |                            |                             |                             |                             |                             |                             |                             |                            |                            |                            |                            |                     |                     |  |  |  |  |
|                                  |                                  |                                  |                                  |                                  |                                  |                         |                         |                               |                               |                               |                               |                               |                               |                               |                               |                               |                               |                               |                               |                               |                               |                               |                               |                               |                               |                             |                             |                             |                             |                          |                          |                                |                                |                                |                                |                                |                                |                   |                   |                               |                               |                               |                               |                               |                               |                             |                             |                               |                               |                               |                               |                               |                               |                          |                          |                           |                           |                                 |                                 |                                 |                                 |                                 |                                 |                       |                       |                            |                            |                            |                            |                             |                             |                             |                             |                             |                             |                            |                            |                            |                            |                     |                     |  |  |  |  |
|                                  |                                  |                                  |                                  | Vibia Matidia                    | Vibia Matidia                    | Vibia Matidia           | Vibia Matidia           | Vibia Matidia                 | Vibia Matidia                 |                               |                               |                               |                               |                               |                               |                               |                               |                               |                               |                               |                               |                               |                               |                               |                               |                             |                             |                             |                             |                          |                          | Gaio Svetonio Tranquillo       | Gaio Svetonio Tranquillo       | Gaio Svetonio Tranquillo       | Gaio Svetonio Tranquillo       | Gaio Svetonio Tranquillo       | Gaio Svetonio Tranquillo       |                   |                   | Vibia Sabina                  | Vibia Sabina                  | Vibia Sabina                  | Vibia Sabina                  | Vibia Sabina                  | Vibia Sabina                  |                             |                             |                               |                               |                               |                               |                               |                               |                          |                          |                           |                           |                                 |                                 |                                 |                                 |                                 |                                 |                       |                       |                            |                            |                            |                            |                             |                             |                             |                             |                             |                             |                            |                            |                            |                            |                     |                     |  |  |  |  |
|                                  |                                  |                                  |                                  | Vibia Matidia                    | Vibia Matidia                    | Vibia Matidia           | Vibia Matidia           | Vibia Matidia                 | Vibia Matidia                 |                               |                               |                               |                               |                               |                               |                               |                               |                               |                               |                               |                               |                               |                               |                               |                               |                             |                             |                             |                             |                          |                          | Gaio Svetonio Tranquillo       | Gaio Svetonio Tranquillo       | Gaio Svetonio Tranquillo       | Gaio Svetonio Tranquillo       | Gaio Svetonio Tranquillo       | Gaio Svetonio Tranquillo       |                   |                   | Vibia Sabina                  | Vibia Sabina                  | Vibia Sabina                  | Vibia Sabina                  | Vibia Sabina                  | Vibia Sabina                  |                             |                             |                               |                               |                               |                               |                               |                               |                          |                          |                           |                           |                                 |                                 |                                 |                                 |                                 |                                 |                       |                       |                            |                            |                            |                            |                             |                             |                             |                             |                             |                             |                            |                            |                            |                            |                     |                     |  |  |  |  |
|                                  |                                  |                                  |                                  |                                  |                                  |                         |                         |                               |                               |                               |                               |                               |                               | Marco Annio Vero (console 97) | Marco Annio Vero (console 97) | Marco Annio Vero (console 97) | Marco Annio Vero (console 97) | Marco Annio Vero (console 97) | Marco Annio Vero (console 97) |                               |                               |                               |                               |                               |                               |                             |                             |                             |                             |                          |                          |                                |                                |                                |                                |                                |                                |                   |                   |                               |                               |                               |                               |                               |                               |                             |                             |                               |                               |                               |                               |                               |                               |                          |                          |                           |                           |                                 |                                 |                                 |                                 |                                 |                                 | C. Fuscus Salinator I | C. Fuscus Salinator I | C. Fuscus Salinator I      | C. Fuscus Salinator I      | C. Fuscus Salinator I      | C. Fuscus Salinator I      |                             |                             | Giulia Serviana Paulina     | Giulia Serviana Paulina     | Giulia Serviana Paulina     | Giulia Serviana Paulina     | Giulia Serviana Paulina    | Giulia Serviana Paulina    |                            |                            |                     |                     |  |  |  |  |
|                                  |                                  |                                  |                                  |                                  |                                  |                         |                         |                               |                               |                               |                               |                               |                               | Marco Annio Vero (console 97) | Marco Annio Vero (console 97) | Marco Annio Vero (console 97) | Marco Annio Vero (console 97) | Marco Annio Vero (console 97) | Marco Annio Vero (console 97) |                               |                               |                               |                               |                               |                               |                             |                             |                             |                             |                          |                          |                                |                                |                                |                                |                                |                                |                   |                   |                               |                               |                               |                               |                               |                               |                             |                             |                               |                               |                               |                               |                               |                               |                          |                          |                           |                           |                                 |                                 |                                 |                                 |                                 |                                 | C. Fuscus Salinator I | C. Fuscus Salinator I | C. Fuscus Salinator I      | C. Fuscus Salinator I      | C. Fuscus Salinator I      | C. Fuscus Salinator I      |                             |                             | Giulia Serviana Paulina     | Giulia Serviana Paulina     | Giulia Serviana Paulina     | Giulia Serviana Paulina     | Giulia Serviana Paulina    | Giulia Serviana Paulina    |                            |                            |                     |                     |  |  |  |  |
|                                  |                                  |                                  |                                  | Rupilia Faustina                 | Rupilia Faustina                 | Rupilia Faustina        | Rupilia Faustina        | Rupilia Faustina              | Rupilia Faustina              |                               |                               |                               |                               |                               |                               |                               |                               |                               |                               |                               |                               |                               |                               | Boionia Procilla              | Boionia Procilla              | Boionia Procilla            | Boionia Procilla            | Boionia Procilla            | Boionia Procilla            |                          |                          | Gneo Arrio Antonino            | Gneo Arrio Antonino            | Gneo Arrio Antonino            | Gneo Arrio Antonino            | Gneo Arrio Antonino            | Gneo Arrio Antonino            |                   |                   |                               |                               |                               |                               |                               |                               |                             |                             |                               |                               |                               |                               |                               |                               |                          |                          |                           |                           |                                 |                                 |                                 |                                 |                                 |                                 |                       |                       |                            |                            |                            |                            |                             |                             |                             |                             |                             |                             |                            |                            |                            |                            |                     |                     |  |  |  |  |
|                                  |                                  |                                  |                                  | Rupilia Faustina                 | Rupilia Faustina                 | Rupilia Faustina        | Rupilia Faustina        | Rupilia Faustina              | Rupilia Faustina              |                               |                               |                               |                               |                               |                               |                               |                               |                               |                               |                               |                               |                               |                               | Boionia Procilla              | Boionia Procilla              | Boionia Procilla            | Boionia Procilla            | Boionia Procilla            | Boionia Procilla            |                          |                          | Gneo Arrio Antonino            | Gneo Arrio Antonino            | Gneo Arrio Antonino            | Gneo Arrio Antonino            | Gneo Arrio Antonino            | Gneo Arrio Antonino            |                   |                   |                               |                               |                               |                               |                               |                               |                             |                             |                               |                               |                               |                               |                               |                               |                          |                          |                           |                           |                                 |                                 |                                 |                                 |                                 |                                 |                       |                       |                            |                            |                            |                            |                             |                             |                             |                             |                             |                             |                            |                            |                            |                            |                     |                     |  |  |  |  |
|                                  |                                  |                                  |                                  |                                  |                                  |                         |                         |                               |                               |                               |                               | L. Caesennius Paetus          | L. Caesennius Paetus          | L. Caesennius Paetus          | L. Caesennius Paetus          | L. Caesennius Paetus          | L. Caesennius Paetus          |                               |                               |                               |                               |                               |                               |                               |                               |                             |                             |                             |                             |                          |                          |                                |                                |                                |                                |                                |                                |                   |                   |                               |                               |                               |                               |                               |                               |                             |                             |                               |                               |                               |                               | L. Ceionius Commodus          | L. Ceionius Commodus          | L. Ceionius Commodus     | L. Ceionius Commodus     | L. Ceionius Commodus      | L. Ceionius Commodus      |                                 |                                 | Appia Severa                    | Appia Severa                    | Appia Severa                    | Appia Severa                    | Appia Severa          | Appia Severa          |                            |                            | C. Fuscus Salinator II     | C. Fuscus Salinator II     | C. Fuscus Salinator II      | C. Fuscus Salinator II      | C. Fuscus Salinator II      | C. Fuscus Salinator II      |                             |                             |                            |                            |                            |                            |                     |                     |  |  |  |  |
|                                  |                                  |                                  |                                  |                                  |                                  |                         |                         |                               |                               |                               |                               |                               | L. Caesennius Paetus          | L. Caesennius Paetus          | L. Caesennius Paetus          | L. Caesennius Paetus          | L. Caesennius Paetus          |                               |                               |                               |                               |                               |                               |                               |                               |                             |                             |                             |                             |                          |                          |                                |                                |                                |                                |                                |                                |                   |                   |                               |                               |                               |                               |                               |                               |                             |                             |                               |                               |                               |                               | L. Ceionius Commodus          | L. Ceionius Commodus          | L. Ceionius Commodus     | L. Ceionius Commodus     | L. Ceionius Commodus      | L. Ceionius Commodus      |                                 |                                 | Appia Severa                    | Appia Severa                    | Appia Severa                    | Appia Severa                    | Appia Severa          | Appia Severa          |                            |                            | C. Fuscus Salinator II     | C. Fuscus Salinator II     | C. Fuscus Salinator II      | C. Fuscus Salinator II      | C. Fuscus Salinator II      | C. Fuscus Salinator II      |                             |                             |                            |                            |                            |                            |                     |                     |  |  |  |  |
|                                  |                                  |                                  |                                  |                                  |                                  |                         |                         |                               |                               |                               |                               |                               |                               |                               |                               |                               |                               |                               |                               |                               |                               |                               |                               | Arria Antonia                 | Arria Antonia                 | Arria Antonia               | Arria Antonia               | Arria Antonia               | Arria Antonia               |                          |                          | Arria Fadilla                  | Arria Fadilla                  | Arria Fadilla                  | Arria Fadilla                  | Arria Fadilla                  | Arria Fadilla                  |                   |                   |                               |                               | Tito Aurelio Fulvo            | Tito Aurelio Fulvo            | Tito Aurelio Fulvo            | Tito Aurelio Fulvo            | Tito Aurelio Fulvo          | Tito Aurelio Fulvo          |                               |                               |                               |                               |                               |                               |                          |                          |                           |                           |                                 |                                 |                                 |                                 |                                 |                                 |                       |                       |                            |                            |                            |                            |                             |                             |                             |                             |                             |                             |                            |                            |                            |                            |                     |                     |  |  |  |  |
|                                  |                                  |                                  |                                  |                                  |                                  |                         |                         |                               |                               |                               |                               |                               |                               |                               |                               |                               |                               |                               |                               |                               |                               |                               |                               |                               | Arria Antonia                 | Arria Antonia               | Arria Antonia               | Arria Antonia               | Arria Antonia               |                          |                          | Arria Fadilla                  | Arria Fadilla                  | Arria Fadilla                  | Arria Fadilla                  | Arria Fadilla                  | Arria Fadilla                  |                   |                   |                               |                               | Tito Aurelio Fulvo            | Tito Aurelio Fulvo            | Tito Aurelio Fulvo            | Tito Aurelio Fulvo            | Tito Aurelio Fulvo          | Tito Aurelio Fulvo          |                               |                               |                               |                               |                               |                               |                          |                          |                           |                           |                                 |                                 |                                 |                                 |                                 |                                 |                       |                       |                            |                            |                            |                            |                             |                             |                             |                             |                             |                             |                            |                            |                            |                            |                     |                     |  |  |  |  |
|                                  |                                  |                                  |                                  |                                  |                                  |                         |                         |                               |                               |                               |                               |                               |                               |                               |                               | Lucio Cesennio Antonino       | Lucio Cesennio Antonino       | Lucio Cesennio Antonino       | Lucio Cesennio Antonino       | Lucio Cesennio Antonino       | Lucio Cesennio Antonino       |                               |                               |                               |                               |                             |                             |                             |                             |                          |                          |                                |                                |                                |                                |                                |                                |                   |                   |                               |                               |                               |                               |                               |                               |                             |                             |                               |                               |                               |                               | Lucio Commodo                 | Lucio Commodo                 | Lucio Commodo            | Lucio Commodo            | Lucio Commodo             | Lucio Commodo             |                                 |                                 | Fundania Plautia                | Fundania Plautia                | Fundania Plautia                | Fundania Plautia                | Fundania Plautia      | Fundania Plautia      |                            |                            | Ignota Plautia             | Ignota Plautia             | Ignota Plautia              | Ignota Plautia              | Ignota Plautia              | Ignota Plautia              |                             |                             | Gaio Avidio Nigrino        | Gaio Avidio Nigrino        | Gaio Avidio Nigrino        | Gaio Avidio Nigrino        | Gaio Avidio Nigrino | Gaio Avidio Nigrino |  |  |  |  |
|                                  |                                  |                                  |                                  |                                  |                                  |                         |                         |                               |                               |                               |                               |                               |                               |                               |                               | Lucio Cesennio Antonino       | Lucio Cesennio Antonino       | Lucio Cesennio Antonino       | Lucio Cesennio Antonino       | Lucio Cesennio Antonino       | Lucio Cesennio Antonino       |                               |                               |                               |                               |                             |                             |                             |                             |                          |                          |                                |                                |                                |                                |                                |                                |                   |                   |                               |                               |                               |                               |                               |                               |                             |                             |                               |                               |                               |                               | Lucio Commodo                 | Lucio Commodo                 | Lucio Commodo            | Lucio Commodo            | Lucio Commodo             | Lucio Commodo             |                                 |                                 | Fundania Plautia                | Fundania Plautia                | Fundania Plautia                | Fundania Plautia                | Fundania Plautia      | Fundania Plautia      |                            |                            | Ignota Plautia             | Ignota Plautia             | Ignota Plautia              | Ignota Plautia              | Ignota Plautia              | Ignota Plautia              |                             |                             | Gaio Avidio Nigrino        | Gaio Avidio Nigrino        | Gaio Avidio Nigrino        | Gaio Avidio Nigrino        | Gaio Avidio Nigrino | Gaio Avidio Nigrino |  |  |  |  |
|                                  |                                  |                                  |                                  |                                  |                                  |                         |                         |                               |                               |                               |                               |                               |                               |                               |                               |                               |                               |                               |                               |                               |                               |                               |                               |                               |                               |                             |                             |                             |                             |                          |                          |                                |                                |                                |                                |                                |                                |                   |                   |                               |                               |                               |                               | Antonino Pio (r. 138–161)     |                               |                             |                             |                               |                               |                               |                               |                               |                               |                          |                          |                           |                           |                                 |                                 |                                 |                                 |                                 |                                 |                       |                       |                            |                            |                            |                            |                             |                             |                             |                             |                             |                             |                            |                            |                            |                            |                     |                     |  |  |  |  |
|                                  |                                  |                                  |                                  |                                  |                                  |                         |                         |                               |                               |                               |                               |                               |                               |                               |                               |                               |                               |                               |                               |                               |                               |                               |                               |                               |                               |                             |                             |                             |                             |                          |                          |                                |                                |                                |                                |                                |                                |                   |                   |                               |                               |                               |                               |                               |                               |                             |                             |                               |                               |                               |                               |                               |                               |                          |                          |                           |                           |                                 |                                 |                                 |                                 |                                 |                                 |                       |                       |                            |                            |                            |                            |                             |                             |                             |                             |                             |                             |                            |                            |                            |                            |                     |                     |  |  |  |  |
| Marco Annio Vero (pretore)       | Marco Annio Vero (pretore)       | Marco Annio Vero (pretore)       | Marco Annio Vero (pretore)       | Marco Annio Vero (pretore)       | Marco Annio Vero (pretore)       |                         |                         | Domizia Lucilla               | Domizia Lucilla               | Domizia Lucilla               | Domizia Lucilla               | Domizia Lucilla               | Domizia Lucilla               |                               |                               |                               |                               |                               |                               | Fundania                      | Fundania                      | Fundania                      | Fundania                      | Fundania                      | Fundania                      |                             |                             | Marco Annio Libone          | Marco Annio Libone          | Marco Annio Libone       | Marco Annio Libone       | Marco Annio Libone             | Marco Annio Libone             |                                |                                | Faustina maggiore              | Faustina maggiore              | Faustina maggiore | Faustina maggiore | Faustina maggiore             | Faustina maggiore             |                               |                               |                               |                               |                             |                             |                               |                               |                               |                               |                               |                               |                          |                          | Lucio Elio Cesare         | Lucio Elio Cesare         | Lucio Elio Cesare               | Lucio Elio Cesare               | Lucio Elio Cesare               | Lucio Elio Cesare               |                                 |                                 |                       |                       |                            |                            |                            |                            |                             |                             | Avidia Plauzia              | Avidia Plauzia              | Avidia Plauzia              | Avidia Plauzia              | Avidia Plauzia             | Avidia Plauzia             |                            |                            |                     |                     |  |  |  |  |
| Marco Annio Vero (pretore)       | Marco Annio Vero (pretore)       | Marco Annio Vero (pretore)       | Marco Annio Vero (pretore)       | Marco Annio Vero (pretore)       | Marco Annio Vero (pretore)       |                         |                         | Domizia Lucilla               | Domizia Lucilla               | Domizia Lucilla               | Domizia Lucilla               | Domizia Lucilla               | Domizia Lucilla               |                               |                               |                               |                               |                               |                               | Fundania                      | Fundania                      | Fundania                      | Fundania                      | Fundania                      | Fundania                      |                             |                             |                             | Marco Annio Libone          | Marco Annio Libone       | Marco Annio Libone       | Marco Annio Libone             | Marco Annio Libone             |                                |                                | Faustina maggiore              | Faustina maggiore              | Faustina maggiore | Faustina maggiore | Faustina maggiore             | Faustina maggiore             |                               |                               |                               |                               |                             |                             |                               |                               |                               |                               |                               |                               |                          |                          | Lucio Elio Cesare         | Lucio Elio Cesare         | Lucio Elio Cesare               | Lucio Elio Cesare               | Lucio Elio Cesare               | Lucio Elio Cesare               |                                 |                                 |                       |                       |                            |                            |                            |                            |                             |                             | Avidia Plauzia              | Avidia Plauzia              | Avidia Plauzia              | Avidia Plauzia              | Avidia Plauzia             | Avidia Plauzia             |                            |                            |                     |                     |  |  |  |  |
|                                  |                                  |                                  |                                  |                                  |                                  |                         |                         |                               |                               |                               |                               |                               |                               |                               |                               |                               |                               |                               |                               |                               |                               |                               |                               |                               |                               |                             |                             |                             |                             |                          |                          |                                |                                |                                |                                |                                |                                |                   |                   |                               |                               |                               |                               |                               |                               |                             |                             |                               |                               |                               |                               |                               |                               |                          |                          |                           |                           |                                 |                                 |                                 |                                 |                                 |                                 |                       |                       |                            |                            |                            |                            |                             |                             |                             |                             |                             |                             |                            |                            |                            |                            |                     |                     |  |  |  |  |
|                                  |                                  |                                  |                                  |                                  |                                  |                         |                         |                               |                               |                               |                               |                               |                               |                               |                               |                               |                               |                               |                               |                               |                               |                               |                               |                               |                               |                             |                             |                             |                             |                          |                          |                                |                                |                                |                                |                                |                                |                   |                   |                               |                               |                               |                               |                               |                               |                             |                             |                               |                               |                               |                               |                               |                               |                          |                          |                           |                           |                                 |                                 |                                 |                                 |                                 |                                 |                       |                       |                            |                            |                            |                            |                             |                             |                             |                             |                             |                             |                            |                            |                            |                            |                     |                     |  |  |  |  |
| Cornificia                       | Cornificia                       | Cornificia                       | Cornificia                       | Cornificia                       | Cornificia                       |                         |                         | Marco Aurelio (r. 161–180)    | Marco Aurelio (r. 161–180)    | Marco Aurelio (r. 161–180)    | Marco Aurelio (r. 161–180)    | Marco Aurelio (r. 161–180)    | Marco Aurelio (r. 161–180)    |                               |                               |                               |                               | Faustina minore               | Faustina minore               | Faustina minore               | Faustina minore               | Faustina minore               | Faustina minore               |                               |                               | Gaio Cassio Avidio          | Gaio Cassio Avidio          | Gaio Cassio Avidio          | Gaio Cassio Avidio          | Gaio Cassio Avidio       | Gaio Cassio Avidio       |                                |                                |                                |                                | Aurelia Fadilla                | Aurelia Fadilla                | Aurelia Fadilla   | Aurelia Fadilla   | Aurelia Fadilla               | Aurelia Fadilla               |                               |                               | Lucio Vero (r. 161–169) (1)   | Lucio Vero (r. 161–169) (1)   | Lucio Vero (r. 161–169) (1) | Lucio Vero (r. 161–169) (1) | Lucio Vero (r. 161–169) (1)   | Lucio Vero (r. 161–169) (1)   |                               |                               | Ceionia Fabia                 | Ceionia Fabia                 | Ceionia Fabia            | Ceionia Fabia            | Ceionia Fabia             | Ceionia Fabia             |                                 |                                 | Plauzio Quintillo               | Plauzio Quintillo               | Plauzio Quintillo               | Plauzio Quintillo               | Plauzio Quintillo     | Plauzio Quintillo     |                            |                            | Quinto Servilio Pudente    | Quinto Servilio Pudente    | Quinto Servilio Pudente     | Quinto Servilio Pudente     | Quinto Servilio Pudente     | Quinto Servilio Pudente     |                             |                             | Ceionia Plauzia            | Ceionia Plauzia            | Ceionia Plauzia            | Ceionia Plauzia            | Ceionia Plauzia     | Ceionia Plauzia     |  |  |  |  |
| Cornificia                       | Cornificia                       | Cornificia                       | Cornificia                       | Cornificia                       | Cornificia                       |                         |                         | Marco Aurelio (r. 161–180)    | Marco Aurelio (r. 161–180)    | Marco Aurelio (r. 161–180)    | Marco Aurelio (r. 161–180)    | Marco Aurelio (r. 161–180)    | Marco Aurelio (r. 161–180)    |                               |                               |                               |                               | Faustina minore               | Faustina minore               | Faustina minore               | Faustina minore               | Faustina minore               | Faustina minore               |                               |                               | Gaio Cassio Avidio          | Gaio Cassio Avidio          | Gaio Cassio Avidio          | Gaio Cassio Avidio          | Gaio Cassio Avidio       | Gaio Cassio Avidio       |                                |                                |                                |                                | Aurelia Fadilla                | Aurelia Fadilla                | Aurelia Fadilla   | Aurelia Fadilla   | Aurelia Fadilla               | Aurelia Fadilla               |                               |                               | Lucio Vero (r. 161–169) (1)   | Lucio Vero (r. 161–169) (1)   | Lucio Vero (r. 161–169) (1) | Lucio Vero (r. 161–169) (1) | Lucio Vero (r. 161–169) (1)   | Lucio Vero (r. 161–169) (1)   |                               |                               | Ceionia Fabia                 | Ceionia Fabia                 | Ceionia Fabia            | Ceionia Fabia            | Ceionia Fabia             | Ceionia Fabia             |                                 |                                 | Plauzio Quintillo               | Plauzio Quintillo               | Plauzio Quintillo               | Plauzio Quintillo               | Plauzio Quintillo     | Plauzio Quintillo     |                            |                            | Quinto Servilio Pudente    | Quinto Servilio Pudente    | Quinto Servilio Pudente     | Quinto Servilio Pudente     | Quinto Servilio Pudente     | Quinto Servilio Pudente     |                             |                             | Ceionia Plauzia            | Ceionia Plauzia            | Ceionia Plauzia            | Ceionia Plauzia            | Ceionia Plauzia     | Ceionia Plauzia     |  |  |  |  |
|                                  |                                  |                                  |                                  |                                  |                                  |                         |                         |                               |                               |                               |                               |                               |                               |                               |                               |                               |                               |                               |                               |                               |                               |                               |                               |                               |                               |                             |                             |                             |                             |                          |                          |                                |                                |                                |                                |                                |                                |                   |                   |                               |                               |                               |                               |                               |                               |                             |                             |                               |                               |                               |                               |                               |                               |                          |                          |                           |                           |                                 |                                 |                                 |                                 |                                 |                                 |                       |                       |                            |                            |                            |                            |                             |                             |                             |                             |                             |                             |                            |                            |                            |                            |                     |                     |  |  |  |  |
|                                  |                                  |                                  |                                  |                                  |                                  |                         |                         |                               |                               |                               |                               |                               |                               |                               |                               |                               |                               |                               |                               |                               |                               |                               |                               |                               |                               |                             |                             |                             |                             |                          |                          |                                |                                |                                |                                |                                |                                |                   |                   |                               |                               |                               |                               |                               |                               |                             |                             |                               |                               |                               |                               |                               |                               |                          |                          |                           |                           |                                 |                                 |                                 |                                 |                                 |                                 |                       |                       |                            |                            |                            |                            |                             |                             |                             |                             |                             |                             |                            |                            |                            |                            |                     |                     |  |  |  |  |
| Annia Cornificia Faustina minore | Annia Cornificia Faustina minore | Annia Cornificia Faustina minore | Annia Cornificia Faustina minore | Annia Cornificia Faustina minore | Annia Cornificia Faustina minore |                         |                         | Marco Petronio Sura Mamertino | Marco Petronio Sura Mamertino | Marco Petronio Sura Mamertino | Marco Petronio Sura Mamertino | Marco Petronio Sura Mamertino | Marco Petronio Sura Mamertino |                               |                               | Commodo (r. 177–192)          | Commodo (r. 177–192)          | Commodo (r. 177–192)          | Commodo (r. 177–192)          | Commodo (r. 177–192)          | Commodo (r. 177–192)          |                               |                               | Fadilla                       | Fadilla                       | Fadilla                     | Fadilla                     | Fadilla                     | Fadilla                     |                          |                          | Marco Annio Vero Cesare        | Marco Annio Vero Cesare        | Marco Annio Vero Cesare        | Marco Annio Vero Cesare        | Marco Annio Vero Cesare        | Marco Annio Vero Cesare        |                   |                   | Tiberio Claudio Pompeiano (2) | Tiberio Claudio Pompeiano (2) | Tiberio Claudio Pompeiano (2) | Tiberio Claudio Pompeiano (2) | Tiberio Claudio Pompeiano (2) | Tiberio Claudio Pompeiano (2) |                             |                             | Annia Aurelia Galeria Lucilla | Annia Aurelia Galeria Lucilla | Annia Aurelia Galeria Lucilla | Annia Aurelia Galeria Lucilla | Annia Aurelia Galeria Lucilla | Annia Aurelia Galeria Lucilla |                          |                          |                           |                           | Marco Peduceo Plauzio Quintillo | Marco Peduceo Plauzio Quintillo | Marco Peduceo Plauzio Quintillo | Marco Peduceo Plauzio Quintillo | Marco Peduceo Plauzio Quintillo | Marco Peduceo Plauzio Quintillo |                       |                       | Giunio Licinio Balbo padre | Giunio Licinio Balbo padre | Giunio Licinio Balbo padre | Giunio Licinio Balbo padre | Giunio Licinio Balbo padre  | Giunio Licinio Balbo padre  |                             |                             | Servilia Ceionia            | Servilia Ceionia            | Servilia Ceionia           | Servilia Ceionia           | Servilia Ceionia           | Servilia Ceionia           |                     |                     |  |  |  |  |
| Annia Cornificia Faustina minore | Annia Cornificia Faustina minore | Annia Cornificia Faustina minore | Annia Cornificia Faustina minore | Annia Cornificia Faustina minore | Annia Cornificia Faustina minore |                         |                         | Marco Petronio Sura Mamertino | Marco Petronio Sura Mamertino | Marco Petronio Sura Mamertino | Marco Petronio Sura Mamertino | Marco Petronio Sura Mamertino | Marco Petronio Sura Mamertino |                               |                               |                               | Commodo (r. 177–192)          | Commodo (r. 177–192)          | Commodo (r. 177–192)          | Commodo (r. 177–192)          | Commodo (r. 177–192)          |                               |                               | Fadilla                       | Fadilla                       | Fadilla                     | Fadilla                     | Fadilla                     | Fadilla                     |                          |                          | Marco Annio Vero Cesare        | Marco Annio Vero Cesare        | Marco Annio Vero Cesare        | Marco Annio Vero Cesare        | Marco Annio Vero Cesare        | Marco Annio Vero Cesare        |                   |                   | Tiberio Claudio Pompeiano (2) | Tiberio Claudio Pompeiano (2) | Tiberio Claudio Pompeiano (2) | Tiberio Claudio Pompeiano (2) | Tiberio Claudio Pompeiano (2) | Tiberio Claudio Pompeiano (2) |                             |                             | Annia Aurelia Galeria Lucilla | Annia Aurelia Galeria Lucilla | Annia Aurelia Galeria Lucilla | Annia Aurelia Galeria Lucilla | Annia Aurelia Galeria Lucilla | Annia Aurelia Galeria Lucilla |                          |                          |                           |                           | Marco Peduceo Plauzio Quintillo | Marco Peduceo Plauzio Quintillo | Marco Peduceo Plauzio Quintillo | Marco Peduceo Plauzio Quintillo | Marco Peduceo Plauzio Quintillo | Marco Peduceo Plauzio Quintillo |                       |                       | Giunio Licinio Balbo padre | Giunio Licinio Balbo padre | Giunio Licinio Balbo padre | Giunio Licinio Balbo padre | Giunio Licinio Balbo padre  | Giunio Licinio Balbo padre  |                             |                             | Servilia Ceionia            | Servilia Ceionia            | Servilia Ceionia           | Servilia Ceionia           | Servilia Ceionia           | Servilia Ceionia           |                     |                     |  |  |  |  |
|                                  |                                  |                                  |                                  |                                  |                                  |                         |                         |                               |                               |                               |                               |                               |                               |                               |                               |                               |                               |                               |                               |                               |                               |                               |                               |                               |                               |                             |                             |                             |                             |                          |                          |                                |                                |                                |                                |                                |                                |                   |                   |                               |                               |                               |                               |                               |                               |                             |                             |                               |                               |                               |                               |                               |                               |                          |                          |                           |                           |                                 |                                 |                                 |                                 |                                 |                                 |                       |                       |                            |                            |                            |                            |                             |                             |                             |                             |                             |                             |                            |                            |                            |                            |                     |                     |  |  |  |  |
|                                  |                                  |                                  |                                  |                                  |                                  |                         |                         |                               |                               |                               |                               |                               |                               |                               |                               |                               |                               |                               |                               |                               |                               |                               |                               |                               |                               |                             |                             |                             |                             |                          |                          |                                |                                |                                |                                |                                |                                |                   |                   |                               |                               |                               |                               |                               |                               |                             |                             |                               |                               |                               |                               |                               |                               |                          |                          |                           |                           |                                 |                                 |                                 |                                 |                                 |                                 |                       |                       |                            |                            |                            |                            |                             |                             |                             |                             |                             |                             |                            |                            |                            |                            |                     |                     |  |  |  |  |
|                                  |                                  |                                  |                                  | Petronio Antonino                | Petronio Antonino                | Petronio Antonino       | Petronio Antonino       | Petronio Antonino             | Petronio Antonino             |                               |                               | L. Aurelius Agaclytus (2)     | L. Aurelius Agaclytus (2)     | L. Aurelius Agaclytus (2)     | L. Aurelius Agaclytus (2)     | L. Aurelius Agaclytus (2)     | L. Aurelius Agaclytus (2)     |                               |                               | Vibia Sabina Aurelia          | Vibia Sabina Aurelia          | Vibia Sabina Aurelia          | Vibia Sabina Aurelia          | Vibia Sabina Aurelia          | Vibia Sabina Aurelia          |                             |                             | Lucio Antistio Burro (1)    | Lucio Antistio Burro (1)    | Lucio Antistio Burro (1) | Lucio Antistio Burro (1) | Lucio Antistio Burro (1)       | Lucio Antistio Burro (1)       |                                |                                | Plauzio Quintillo              | Plauzio Quintillo              | Plauzio Quintillo | Plauzio Quintillo | Plauzio Quintillo             | Plauzio Quintillo             |                               |                               | Plauzia Servilla              | Plauzia Servilla              | Plauzia Servilla            | Plauzia Servilla            | Plauzia Servilla              | Plauzia Servilla              |                               |                               |                               |                               | Timesiteo                | Timesiteo                | Timesiteo                 | Timesiteo                 | Timesiteo                       | Timesiteo                       |                                 |                                 | Antonia Gordiana                | Antonia Gordiana                | Antonia Gordiana      | Antonia Gordiana      | Antonia Gordiana           | Antonia Gordiana           |                            |                            | Giunio Licinio Balbo figlio | Giunio Licinio Balbo figlio | Giunio Licinio Balbo figlio | Giunio Licinio Balbo figlio | Giunio Licinio Balbo figlio | Giunio Licinio Balbo figlio |                            |                            |                            |                            |                     |                     |  |  |  |  |
|                                  |                                  |                                  |                                  | Petronio Antonino                | Petronio Antonino                | Petronio Antonino       | Petronio Antonino       | Petronio Antonino             | Petronio Antonino             |                               |                               | L. Aurelius Agaclytus (2)     | L. Aurelius Agaclytus (2)     | L. Aurelius Agaclytus (2)     | L. Aurelius Agaclytus (2)     | L. Aurelius Agaclytus (2)     | L. Aurelius Agaclytus (2)     |                               |                               | Vibia Sabina Aurelia          | Vibia Sabina Aurelia          | Vibia Sabina Aurelia          | Vibia Sabina Aurelia          | Vibia Sabina Aurelia          | Vibia Sabina Aurelia          |                             |                             | Lucio Antistio Burro (1)    | Lucio Antistio Burro (1)    | Lucio Antistio Burro (1) | Lucio Antistio Burro (1) | Lucio Antistio Burro (1)       | Lucio Antistio Burro (1)       |                                |                                | Plauzio Quintillo              | Plauzio Quintillo              | Plauzio Quintillo | Plauzio Quintillo | Plauzio Quintillo             | Plauzio Quintillo             |                               |                               | Plauzia Servilla              | Plauzia Servilla              | Plauzia Servilla            | Plauzia Servilla            | Plauzia Servilla              | Plauzia Servilla              |                               |                               |                               |                               | Timesiteo                | Timesiteo                | Timesiteo                 | Timesiteo                 | Timesiteo                       | Timesiteo                       |                                 |                                 | Antonia Gordiana                | Antonia Gordiana                | Antonia Gordiana      | Antonia Gordiana      | Antonia Gordiana           | Antonia Gordiana           |                            |                            | Giunio Licinio Balbo figlio | Giunio Licinio Balbo figlio | Giunio Licinio Balbo figlio | Giunio Licinio Balbo figlio | Giunio Licinio Balbo figlio | Giunio Licinio Balbo figlio |                            |                            |                            |                            |                     |                     |  |  |  |  |
|                                  |                                  |                                  |                                  |                                  |                                  |                         |                         |                               |                               |                               |                               |                               |                               |                               |                               |                               |                               |                               |                               |                               |                               |                               |                               |                               |                               |                             |                             |                             |                             |                          |                          |                                |                                |                                |                                |                                |                                |                   |                   |                               |                               |                               |                               |                               |                               |                             |                             |                               |                               |                               |                               |                               |                               |                          |                          |                           |                           |                                 |                                 |                                 |                                 |                                 |                                 |                       |                       |                            |                            |                            |                            |                             |                             |                             |                             |                             |                             |                            |                            |                            |                            |                     |                     |  |  |  |  |
|                                  |                                  |                                  |                                  |                                  |                                  |                         |                         |                               |                               |                               |                               |                               |                               |                               |                               |                               |                               |                               |                               |                               |                               |                               |                               |                               |                               |                             |                             |                             |                             |                          |                          |                                |                                |                                |                                |                                |                                |                   |                   |                               |                               |                               |                               |                               |                               |                             |                             |                               |                               |                               |                               |                               |                               |                          |                          |                           |                           |                                 |                                 |                                 |                                 |                                 |                                 |                       |                       |                            |                            |                            |                            |                             |                             |                             |                             |                             |                             |                            |                            |                            |                            |                     |                     |  |  |  |  |
|                                  |                                  |                                  |                                  |                                  |                                  |                         |                         |                               |                               |                               |                               |                               |                               |                               |                               |                               |                               |                               |                               |                               |                               |                               |                               |                               |                               |                             |                             |                             |                             |                          |                          |                                |                                |                                |                                |                                |                                |                   |                   |                               |                               |                               |                               |                               |                               |                             |                             |                               |                               |                               |                               |                               |                               |                          |                          | Furia Sabina Tranquillina | Furia Sabina Tranquillina | Furia Sabina Tranquillina       | Furia Sabina Tranquillina       | Furia Sabina Tranquillina       | Furia Sabina Tranquillina       |                                 |                                 |                       |                       | Gordiano III (r. 238-244)  | Gordiano III (r. 238-244)  | Gordiano III (r. 238-244)  | Gordiano III (r. 238-244)  | Gordiano III (r. 238-244)   | Gordiano III (r. 238-244)   |                             |                             |                             |                             |                            |                            |                            |                            |                     |                     |  |  |  |  |
|                                  |                                  |                                  |                                  |                                  |                                  |                         |                         |                               |                               |                               |                               |                               |                               |                               |                               |                               |                               |                               |                               |                               |                               |                               |                               |                               |                               |                             |                             |                             |                             |                          |                          |                                |                                |                                |                                |                                |                                |                   |                   |                               |                               |                               |                               |                               |                               |                             |                             |                               |                               |                               |                               |                               |                               |                          |                          | Furia Sabina Tranquillina | Furia Sabina Tranquillina | Furia Sabina Tranquillina       | Furia Sabina Tranquillina       | Furia Sabina Tranquillina       | Furia Sabina Tranquillina       |                                 |                                 |                       |                       | Gordiano III (r. 238-244)  | Gordiano III (r. 238-244)  | Gordiano III (r. 238-244)  | Gordiano III (r. 238-244)  | Gordiano III (r. 238-244)   | Gordiano III (r. 238-244)   |                             |                             |                             |                             |                            |                            |                            |                            |                     |                     |  |  |  |  |